# Републикански път III-8683
Републикански път IIІ-8683 е третокласен път, част от Републиканската пътна мрежа на България, преминаващ изцяло по територията на Смолянска област, Община Смолян. Дължината му е 29,5 km.
Пътят се отклонява наляво при 19 km на Републикански път III-868, южно от кв. „Райково“ на град Смолян, на билото на западнородопския Кайнадински рид, минава през село Чокманово и по южния склон на рида при село Смилян слиза в долината на река Арда. Тук пътят завива на запад и до своя край следва долината на реката, като постепенно завива на югозапад, а след това на юг. Минава през селата Могилица и Арда и завършва в центъра на село Горна Арда, разположено в непосредствена близост до границата с Република Гърция.
| Пътища, отклоняващи се надясно (населено място, № на пътя, посока на пътя) | km   | Пътища, отклоняващи се наляво (посока на пътя, № на пътя, населено място) |
| -------------------------------------------------------------------------- | ---- | ------------------------------------------------------------------------- |
| Община Смолян, III-868, 19 km ←                                            | 0,0  | ← 19 km, III-868, Община Смолян                                           |
| с. Чокманово                                                               | 3,6  | с. Чокманово                                                              |
| с. Смилян                                                                  | 9,4  | ← с. Смилян, 10,9 km, III-8681 (от гр. Рудозем)                           |
| с. Смилян                                                                  | 10,2 | → с. Смилян, общински път (за с. Липец)                                   |
| (за с. Турян) общински път ←                                               | 15,2 |                                                                           |
|                                                                            | 15,7 | → общински път (за с. Кошница)                                            |
| (за селата Ухловица и Черешовска река) общински път ←                      | 19,2 |                                                                           |
| (за с. Исьовци) общински път ←                                             | 20,4 |                                                                           |
| с. Могилица                                                                | 20,9 | → с. Могилица, общински път (за с. Буката)                                |
| с. Могилица                                                                | 21,8 | с. Могилица                                                               |
| (за с. Бориково) общински път ←                                            | 22,6 |                                                                           |
| с. Арда                                                                    | 25,4 | → с. Арда, общински път (за с. Гудевица)                                  |
| с. Арда                                                                    | 26,4 | → с. Арда, общински път (за с. Речани)                                    |
|                                                                            | 28,5 | → общински път (за с. Средок)                                             |
| с. Горна Арда                                                              | 29,5 | с. Горна Арда                                                             |